# Peter Del Vecho
Peter Del Vecho je američki filmski i kazališni redatelj, koji radi u Walt Disney Animation Studios, a najpoznatiji je po osvajanju Oscara za najbolji animirani film, zajedno s Jennifer Lee i Christophom Buckom, za animirani film Snježno kraljevstvo.

## Životopis
Del Vecho je odratsao u gradu Quincy u Massachusettsu, koji je s Bostonom spojen u jednu urbanu cjelinu. Maturirao je 1980. na Bostonskom sveučilištu na smjeru primijenjene umjetnosti. gdje je studirao kazališnu produkciju i radio u kazalištu 15 godina. 1995., nakon deset godina rada u kazalištu Guthrie u Minneapolisu, dobio je posao u Walt Disney Animation Studios. Osim Snježnog kraljevstva Del Vecho je režirao animirane filmove Princeza i žabac (eng. The Princess and the Frog) 2009. i Medvjedić Winnie 2011. godine. Također, bio je suredatelj na filmu Planet blaga (eng. Treasure planet) 2002.
U proljeće 2013. Del Vecho je bio suredatelj na kratkom filmu Frozen Fever temeljenom na filmu Snježno kraljevstvo, zajedno s Chrisom Buckom i Jennifer Lee U ožujku 2015. Disney je potvrdio da će Del Vecho režirati nastavak filma Snježno kraljevstvo.